# ایوان یاگان
ایوان یاگان (انگلیسی: Ivan Yagan؛ زادهٔ ۱۱ اکتبر ۱۹۸۹) بازیکن فوتبال در پست مهاجم اهل بلژیک-ارمنستان است.

## باشگاهی
از باشگاه‌هایی که در آن بازی کرده‌است می‌توان به باشگاه فوتبال سرکل بروژ، باشگاه فوتبال اوپن، باشگاه فوتبال سنت ترویدنس، باشگاه فوتبال رویال شارلوا و باشگاه فوتبال لوکرن اوست والاندرن اشاره کرد.

## تیم ملی
وی همچنین در تیم ملی فوتبال ارمنستان بازی کرده‌است. یاگان نخستین بازی ملی خود را که یک بازی دوستانه بود در تاریخ ۲۹ مه ۲۰۱۸ در واتنس در مقابل مالت انجام داده‌است.

## گل‌های ملی
| شماره | تاریخ      | ورزشگاه                             | حریف | گل زده | نتیجه | رقابت        |
| ----- | ---------- | ----------------------------------- | ---- | ------ | ----- | ------------ |
| ۱.    | ۲۹ مه ۲۰۱۸ | Gernot Langes Stadion, واتنس، اتریش | مالت | ۱–۰    | 1–1   | بازی دوستانه |